# アゾ化合物
アゾ化合物（アゾかごうぶつ、azo compound）とは、アゾ基 R−N=N−R' で2つの有機基が連結されている有機化合物の総称である。アゾベンゼンなど、芳香族アゾ化合物には色素となるものが多くアゾ染料として有用で、その他にもアゾ顔料として有用なものがある。

## アゾ基

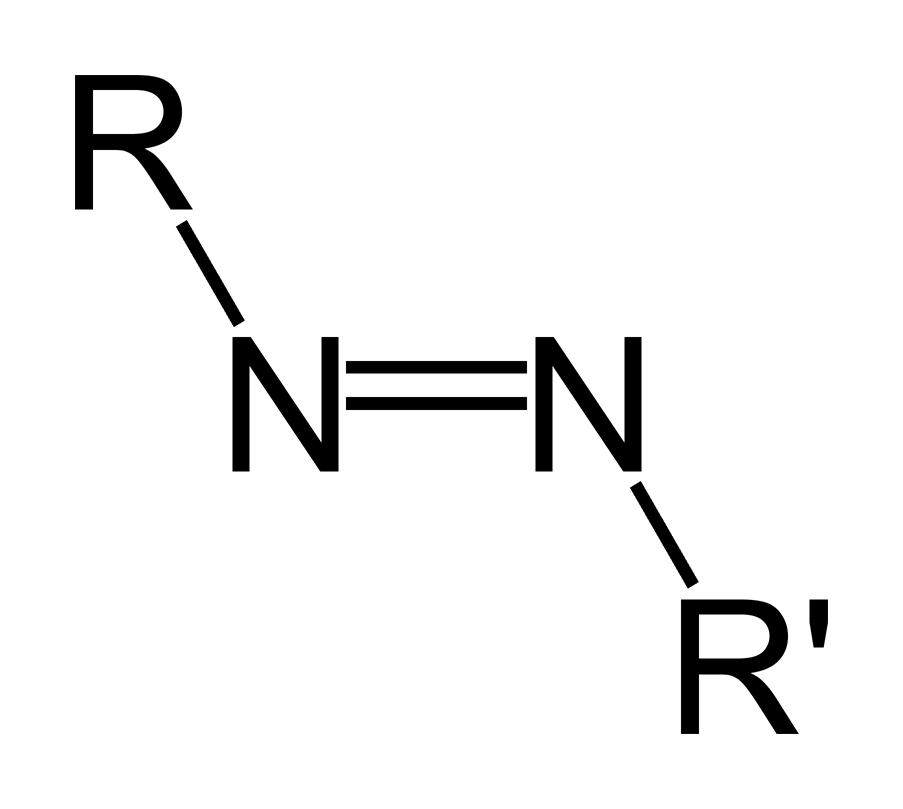
アゾ基（トランス）

-N=N- の形で表される 2価の置換基をアゾ基 (azo group) と呼ぶ。下記のように、トランス型とシス型の構造異性がある。電子求引基としてはたらく。

## 合成
芳香族アゾ化合物は、ジアゾニウムと電子豊富な芳香環との間で起こるジアゾカップリングで生成する。
{\displaystyle {\ce {Ar-N2+ + Ar'-H -> Ar-N=N-Ar' + H+ + N2}}}
ニトロソ化合物と 1級アミンの縮合は、対応するアゾ化合物を与える（ミルズ反応、Mills reaction）。
{\displaystyle {\ce {Ar-NO + Ar'-NH2 -> Ar-N=N-Ar' + H2O}}}
芳香族アゾキシ化合物に酸を作用させると、分子間で酸素の転位が起こり、4位がヒドロキシ化された芳香族アゾ化合物に変わる。この反応はヴァラッハ転位 (Wallach rearrangement) と呼ばれる。
ほか、アゾキシ化合物の還元や、ヒドラジンの酸化で対応するアゾ化合物が得られる。

## 反応
アゾ化合物にはシス-トランス立体異性体が存在し、光や熱の作用で互いに異性化する。機構については記事: アゾベンゼンを参照。
アゾ化合物を水素化すると、対応するヒドラジンが生じる。
{\displaystyle {\ce {R-N=N-R' + [H] -> R-NH-NH-R'}}}
熱あるいは光によりラジカルと窒素分子に分解することがある。この反応が容易に起こるアゾビスイソブチロニトリル (AIBN) はラジカル開始剤として汎用される。
{\displaystyle {\ce {{R-N=N-R}+{\it {heat\ or\ light}}->2R\cdot +N2}}}

## アゾ色素

### アゾ染料
アゾ染料 (azo dyes) は現在合成染料として最も多く用いられている。塩化ベンゼンジアゾニウムとナトリウムフェノキシドをカップリングさせてできる p-フェニルアゾフェノールなど、さまざまな化合物が存在する。

### アゾ顔料
アゾ顔料 (azo pigment, azo pigments) は種類が多く価格も比較的安いことから、大量に用いられている。需要が高いことから開発が進んでいる顔料であるとも言える。典型的で重要度が高いのは黄色顔料であり、赤色のアゾ顔料は類似した構造の黄色のアゾ顔料よりも、競合する顔料と比較した場合相対的に魅力が乏しいものが多い。

#### モノアゾ
黄色のモノアゾ (monoazo) 顔料の種類は多いが概して耐溶剤性に劣る。Color Index には Colour Index Generic Name、Pigment Yellow 1、Pigment Yellow 3、Pigment Yellow 74、Pigment Yellow 65、Pigment Yellow 111等が記載されている。Pigment Yellow 3は有機顔料としてはかなり以前に開発された顔料であるが、緑味黄を呈する比較的不透明な黄色顔料で、その色相やコストパフォーマンスから重要な顔料である。Pigment Yellow 65は日本では、Pigment Yellow 83によって駆逐された傾向を見出せる顔料であるが、世界的には依然として重要な顔料である。アリライドイエロー (arylide yellow) とも言う。

#### ジスアゾ
ジスアゾ (disazo) 顔料も種類が多い。モノアゾ顔料と比較して着色力が強く、耐溶剤性も高い。Color Index には Colour Index Generic Name、Pigment Yellow 81、Pigment Yellow 83等が記載されている。ジアリライドイエロー (diarylide yellow) とも言う。

#### 縮合ジスアゾ
縮合ジスアゾ (condensed disazo) 顔料は従来の不溶性アゾ顔料に比べ、耐光性、耐溶剤性などが高いが、生産コストも高い。Pigment Yellow 128は現行最も緑味の縮合ジスアゾ顔料で、インクジェットインキ等にも使用される実績のある、透明で鮮明な顔料である。これ以外には、Pigment Yellow 93、Pigment Yellow 94、Pigment Yellow 95、Pigment Yellow 155、Pigment Yellow 166がある。Pigment Yellow 94は生産終了。ジスアゾ縮合とも呼ぶ。
Pigment Yellow 155は、Pigment Yellow 17に近い色相を具えた鮮明な黄色顔料である。耐久性が高く塗料、インキ、プラスチックなど様々な分野で使用されている重要な顔料で、色相や物性の異なる様々な製品が流通している。塗料分野では高い隠蔽性を具えた製品が使用されていて、耐候性はかなり優れている。印刷インキ用としては、透明タイプも隠蔽タイプも使用されているが、透明タイプは流動性に難がある。単にジスアゾ顔料にも分類されることもある。

#### ベンツイミダゾロン
ベンツイミダゾロン (benzimidazolon) 顔料は近年重要性が高まっているアゾ顔料で、その中でも特に重要なのはベンツイミダゾロン系モノアゾ (benzimidazole monoazo) である。具体的にはPigment Yellow 151、Pigment Yellow 154、Pigment Yellow 175 等がある。ベンツイミダゾロン顔料の内で赤味のものは橙色を示すが、それ程優れた顔料ではない。具体的にはPigment Orange 36、Pigment Orange 72がある。

## 名称が紛らわしい化合物名
IUPAC命名法において「アゾニア」という用語が代置接頭辞として窒素オニウムイオンを表す、窒素原子を含む8員環化合物を「アゾカン」と呼ぶなどの例があるため紛らわしく、物質名にアゾという語を含んでいても必ずしもアゾ化合物に該当しない場合も多いので注意が必要である。ジアゾ基 (=N2) を持つジアゾ化合物も別のものである。